# Еліо дос Анжос
Еліо дос Анжос (порт. Hélio dos Anjos; нар. 7 березня 1958, Жанауба) — бразильський футболіст, що грав на позиції воротаря. По завершенні ігрової кар'єри — тренер. Працював з великою кількістю бразильських клубів, а також зі збірною Саудівської Аравії і командами з цієї країни.

## Ігрова кар'єра
У дорослому футболі дебютував 1971 року виступами за команду клубу «Крузейру», в якій провів сім сезонів, взявши участь у 72 матчах чемпіонату. Відзначався досить високою надійністю, пропускаючи в іграх чемпіонату в середньому менше одного голу за матч.
Згодом з 1978 року грав у складі клубу «Америка Мінейру», а у сезоні 1980 року — за «Фламенго», вигравши чемпіонат Бразилії, втім грав у команді роль третього голкіпера після Раула Плассмана і Кантареле.
Завершив ігрову кар'єру у клубі «Жоїнвіль», за де виступав протягом 1981—1982 років, вигравши в кожному з сезонів чемпіонат штату Санта-Катаріна.

## Кар'єра тренера
Розпочав тренерську кар'єру 1988 року, очоливши тренерський штаб клубу «Жоїнвіль».
В подальшому Еліо дос Анжос змінив декілька десятків бразильських клубів, неодноразово повертаючись в одні і ті ж команди: «Жувентуде» (4), «Гояс» (5), «Форталеза» (4), «Віторія» (3), «Спорт Ресіфі» (3) та інші. Найбільша кількість матчів (294) під його керівництвом провів «Гояс», який виграв також при ньому п'ять титулів чемпіоном штату Гояс, а також бразильську Серію Б у 1999 році.
У 2007 році бразильський фахівець очолив збірну Саудівської Аравії, змінивши на посаді головного тренера свого співвітчизника Маркоса Пакету. Під керівництвом Еліо дос Анжоса команда вийшла у фінал Кубка Азії 2007 року, в якому поступилася збірній Іраку. З 2015 по 2017 рік він працював з саудівськими клубами: «Наджран», «Аль-Фейсалі» та «Аль-Кадісія», де працював до травня 2017 року.
16 вересня 2017 року призначений головним тренером клубу Серії Б «Гояс» і зумів врятувати клуб від вильоту в Серію С. 6 травня 2018 року відправлений у відставку.

## Титули і досягнення

### Як гравця
«Фламенго»
- Чемпіон Бразилії (1): 1980

 «Жоїнвіль»
- Чемпіон штату Санта-Катаріна (2): 1981, 1982

### Як тренера
«Віторія»
- Чемпіон штату Баїя (1): 1992

 «Спорт Ресіфі»
- Чемпіон штату Пернамбуку (3): 1996, 1997, 2003

 «Гояс»
- Переможець бразильської Серії Б (1): 1999
- Чемпіон штату Гояс (5): 1999, 2000, 2009, 2015, 2018

 Саудівська Аравія
- Віце-чемпіон Азії: 2007